# Lagos Island
Lagos Island (auch Ìsàlẹ̀ Èkó oder Eko Island genannt) ist die Hauptinsel der nigerianischen Stadt Lagos und liegt im Süden der Lagune von Lagos. Lagos Island bildet eine der 20 Local Government Areas des Bundesstaates Lagos und ist mit der nigerianischen Notenbank, der Börse und Hauptsitzen von Großbanken der Finanzdistrikt der Metropole. Vom Lagos Island ging 1861 die Kolonisierung Nigerias durch das Vereinigte Königreich aus.
Lagos Island, so wie nebenstehend rot in der Karte markiert, ist mit drei Quadratkilometern deutlich kleiner als beispielsweise die Hallig Hooge und wird, wie diese, einige Male im Jahr überflutet.

## Geschichte
Der natürliche Hafen zog im 14. Jahrhundert Bauern und Fischer an, die die Insel besiedelten. Lange Zeit fand ganz Lagos auf Lagos Island Platz; erst im 20. Jahrhundert verschmolz Lagos durch sein enormes Wachstum, aber auch durch organisierte Umsiedelungen mit den umliegenden Ortschaften auf dem Festland. Dennoch blieb Lagos Island das Zentrum von Lagos. Hier befinden sich die meisten Regierungsgebäude von Lagos, katholische und anglikanische Kirchen, Moscheen und der Palast des Oba, des traditionellen Königs von Lagos.
Lagos Island war bis in die frühen 70er Jahre, als man zum Bau der Ring Road rund um Lagos Island Aufschüttungen vornahm, durch einen Kanal von Ikoyi getrennt. Ikoyi wird dennoch meistens als separate Insel angesehen. Zusammen haben sie eine Fläche von 8,66 km². Bei der letzten Volkszählung im Jahr 2006 wurden 212.700 Einwohner gezählt; damit lag die Bevölkerungsdichte bei 24.561 Einwohnern/km². Die Insel wird durch drei große Brücken mit dem Festland verbunden. Im Süden liegt, auf der anderen Seite des Five Cowrie Creek, die Halbinsel Victoria Island.

## Museen

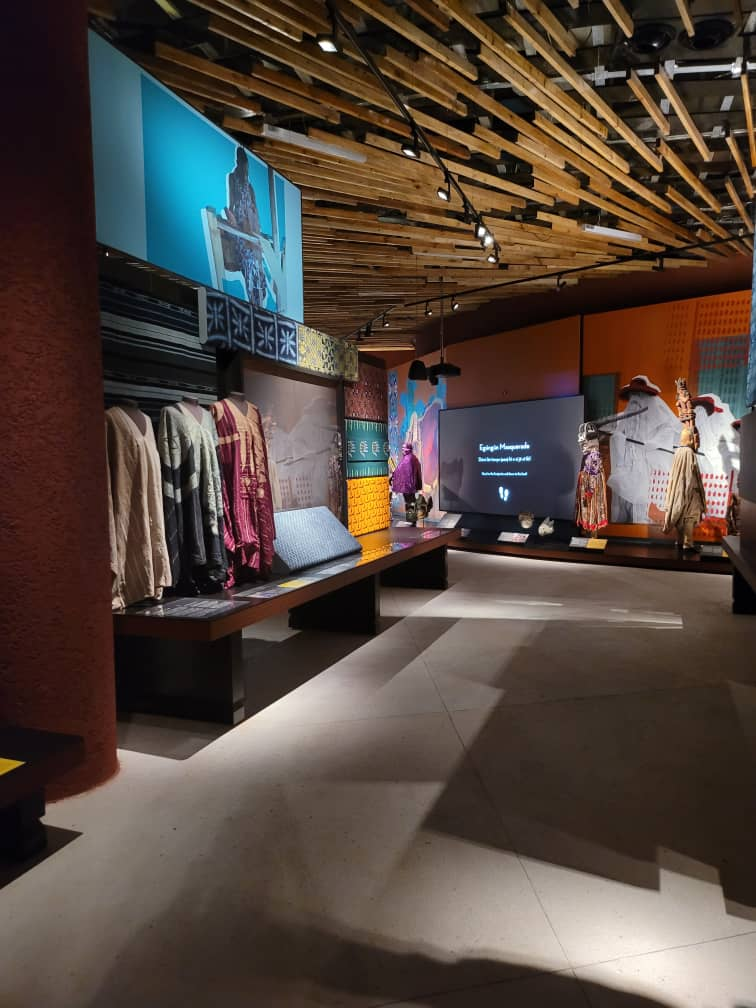
Ausstellung zur Yoruba-Kultur im John K. Randle Zentrum

Das Nationalmuseum beherbergt archäologische und ethnografische Sammlungen sowie traditionelle Kunst. Es beherbergt die wichtigsten archäologischen, ethnografischen und kunstgeschichtlichen Artefakte des Landes. Zu den herausragenden Exponaten gehören Holzschnitzereien, Bronzeskulpturen und Terrakotten. Die ältesten Exponate sind Terrakotta-Kopfbüsten der Nok-Kultur aus Jemaa und stammen aus der Zeit zwischen 900 und 200 v. Chr. Das Museum wurde gegründet, um den Verlust von nationalen Kulturschätzen durch Plünderung, Zerstörung und Verkauf ins Ausland zu verhindern. Es ist eine der zentralen Institutionen Nigerias für die Erforschung und Bewahrung des kulturellen Erbes und hat sich zum Ziel gesetzt, die im Ausland verstreuten Kunstschätze zurück nach Nigeria zu bringen. In einem angegliederten Handwerkszentrum bieten Kunsthandwerker traditionelles nigerianisches Kunsthandwerk an.
Das auf der gegenüberliegenden Straßenseite gelegene John K. Randle Centre beherbergt eine 2023 eingeweihte Ausstellung zur Yoruba-Kultur. Die Kuratoren des John K. Randle Centre arbeiten mit Künstlern, Autoren, Handwerkern, Historikern und Geschichtenerzählern zusammen, um die reiche materielle und immaterielle Yoruba-Kultur in das John K. Randle Centre zu bringen. Das John K. Randle Centre adaptiert westliche Museumspraktiken, um neue Formen des Geschichtenerzählens zu präsentieren, die von fortlaufenden (oder Yoruba-) Traditionen inspiriert sind. Es zelebriert die materielle und immaterielle Kultur, indem es das kulturelle Erbe des Yoruba-Volkes bewahrt, aufwertet und fördert. Das Zentrum sammelt aktiv eine breite Palette von Gegenständen, die es von einem traditionellen Museum unterscheidet. Das John K. Randle Centre spielt eine führende Rolle bei der Rückführung von Yoruba-Artefakten aus europäischen Institutionen und arbeitet dabei mit dem British Museum und dem Pitt-Rivers Museum im Vereinigten Königreich zusammen.

## Parks und Plätze

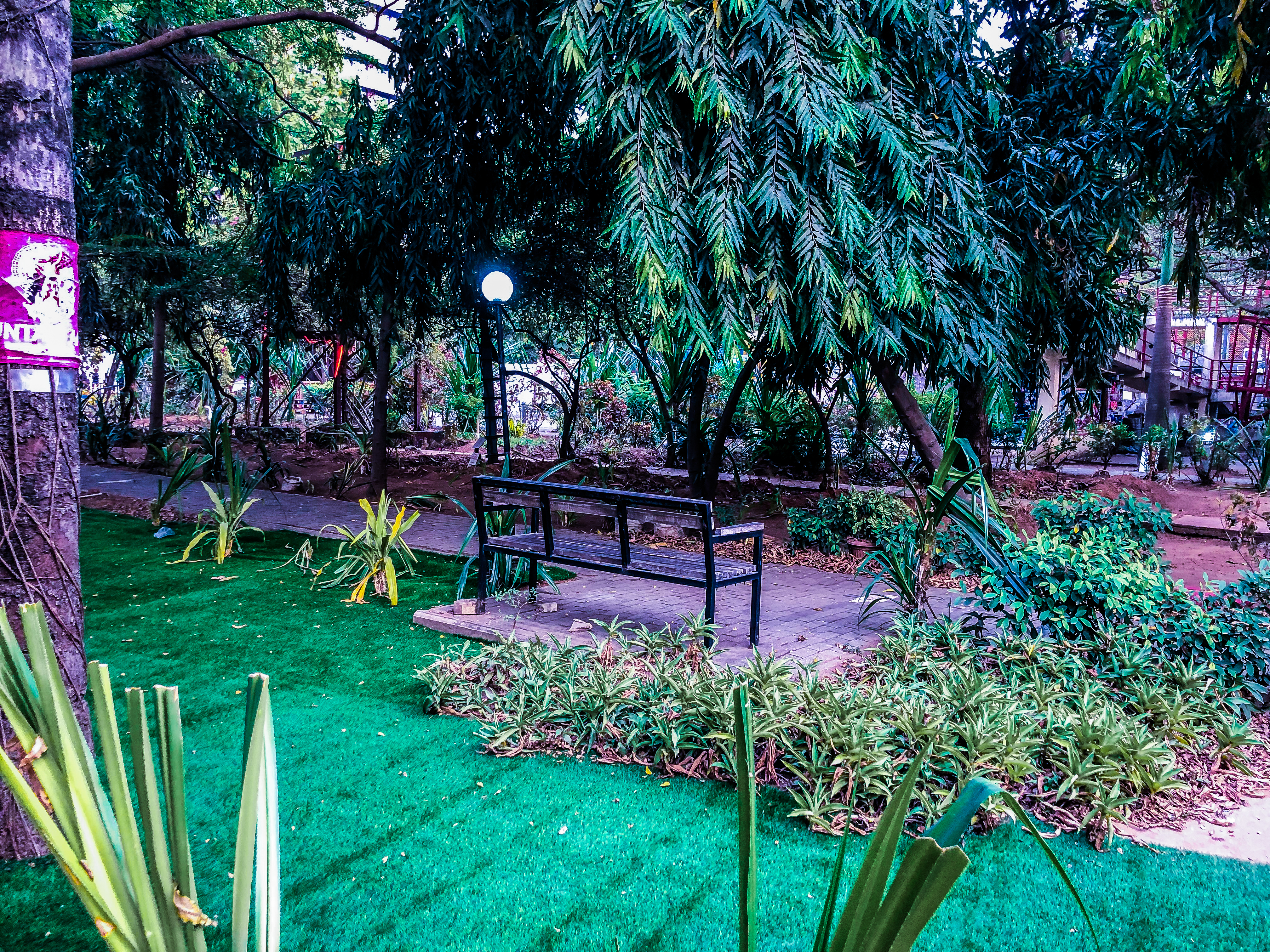
Freedom Park

Der Freedom Park ist ein Gedenk- und Freizeitpark auf Lagos Island, der früher das Broad Street Prison war. Die Denkmäler im Park erinnern an das koloniale Erbe von Lagos und an die Geschichte des Gefängnisses. Das Broad Street Prison wurde eingerichtet, nachdem Großbritannien Lagos zur Kolonie erklärt hatte. Das ursprüngliche Gefängnis wurde 1882 mit Lehmwänden und Strohdach errichtet, hielt aber wegen Sabotageakten von Gegnern der Kolonialregierung nicht lange stand. Die Gegner des britischen Kolonialismus in Lagos warfen immer wieder Feuer und steckten es in Brand, so dass die Kolonialregierung 1885 Ziegelsteine aus England importierte und das Gefängnis neu errichtete. Die Ausgaben der Kolonialregierung für das Gefängnis im Jahr 1885 (16.000 Pfund) verdeutlichten, dass Recht und Ordnung für die Regierung Priorität hatten. Aus dem Kolonialbericht für 1898 geht hervor, dass in diesem Jahr 676 Männer, 26 Frauen und 11 Jugendliche im Broad Street Gefängnis inhaftiert waren. Der Freedom Park ist heute ein Gedenk- und Freizeitpark. Er wurde 1999 von dem Architekten Theo Lawson als spekulatives Projekt im Rahmen der Cultural Intellectual Association entworfen. Der Park wurde errichtet, um die Geschichte und das kulturelle Erbe der Nigerianer zu bewahren. Denkmäler im Park zeigen das koloniale Erbe von Lagos und die Geschichte der Broad Street-Gefängnisse Ihrer Majestät. Er wurde anlässlich der Feierlichkeiten zum 50. Jahrestag der Unabhängigkeit im Oktober 2010 errichtet. Der Park ist eine nationale Gedenkstätte, ein historisches Wahrzeichen, eine kulturelle Stätte sowie ein Kunst- und Erholungszentrum. Der Park, der heute ein ruhiger Ort für Einzelpersonen, Besucher und gemeinsame Besinnung ist, ist täglich für die Öffentlichkeit zugänglich. Heute ist der Freiheitspark ein Ort für verschiedene gesellschaftliche Veranstaltungen und Freizeitunterhaltung geworden.

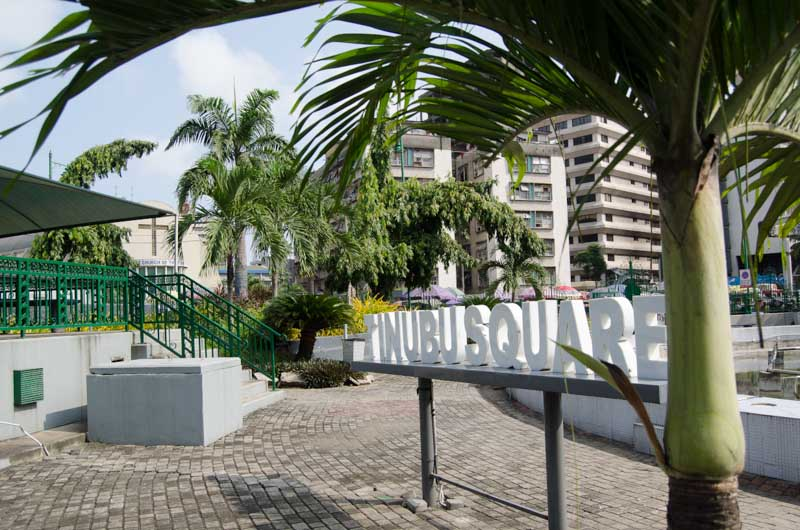
Tinubu Square

Der Tinubu Square ist eine Freifläche in der Broad Street, Lagos Island, Lagos State, Nigeria, benannt nach der Kauffrau und Aristokratin Efunroye Tinubu.

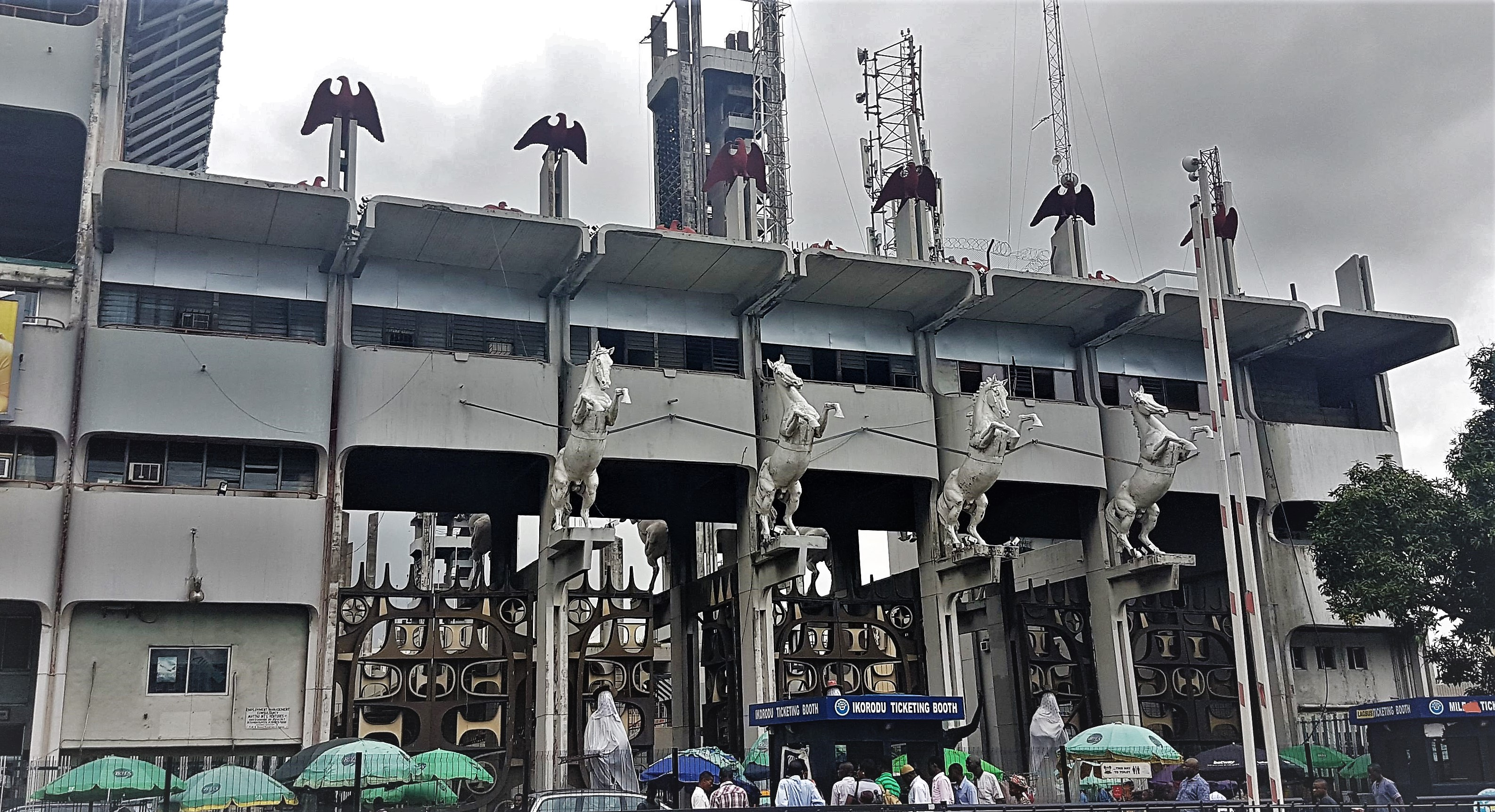
Tafawa Balewa Square

Der Tafawa Balewa Square in der Nähe des Nationalmuseums ist ein 50.000 Menschen fassendes Stadion, das unter den Briten eine Rennbahn war und in dem 1960 die Unabhängigkeit verkündet wurde. Am Eingang des Platzes befinden sich Skulpturen von vier weißen Pferden und von sieben roten Adlern. Nachdem Abuja Lagos als Hauptstadt ablöste, verfiel das „TBS“. Versuche des Gouverneurs Babajide Sanwo-Olu, um das Stadion zu renovieren, haben (Stand 2023) nicht zu Ergebnissen geführt.

## Bauwerke

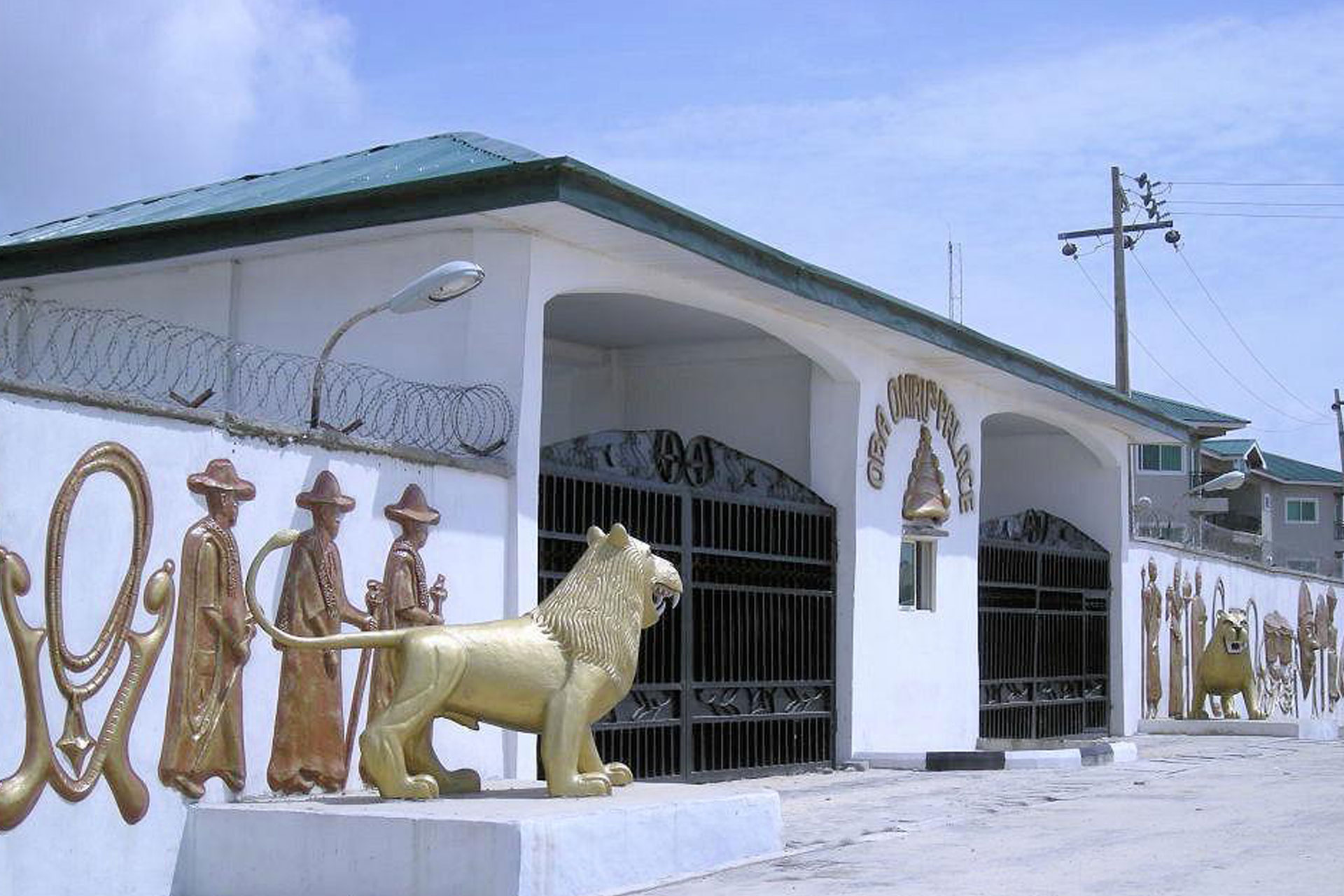
Ìgà Ìdúngánràn, der Königspalast

Höchstes Gebäude von Lagos (und Westafrikas) ist das NECOM House im kommerziellen Zentrum Marina, das frühere Verwaltungsgebäude des vormaligen Telekommunikationsmonopolisten NITEL. Die Kommunikationsspitze an der Spitze des Turms dient auch als Leuchtturm-Bake für den Hafen von Lagos.
Der Königspalast des Oba (Königs) von Lagos in Ìgà Ìdúngánràn war vor der britischen Kolonisierung das Machtzentrum in Lagos. Da die Insel Lagos im Vergleich zu den nahegelegenen Königreichen von Ijebu, Benin oder Oyo jedoch wenig Fläche und Einwohner hatte und außerdem der König keine Steuern eintrieb (es gab vor der Kolonisierung noch keine Geldwirtschaft), musste der König sich hauptberuflich als Großbauer in Sachen Pfeffer betätigen und offizielle Pflichten, darunter Rechtsprechung, gewissermaßen nebenbei erledigen. „Ìgà Ìdúngánràn“ heißt auf Yoruba einfach nur „Pfefferfarm“.
Die Shitta-Bey Moschee in der geschäftigen Martin Street ist eines der letzten erhaltenen Bauwerke in Lagos, die im brasilianischen Barockstil gebaut wurden. Dies ist dem Umstand zu danken, dass aus Brasilien viele freigelassene Sklaven nach Afrika zurückkehrten und sich in Lagos niederließen. Zu kolonialen Zeiten gab es auf Lagos Island wohl ein „portugiesisches Viertel“. Dazu ist im Internet jedoch kaum etwas zu finden und heutigen Lagosianern sagt dieser Begriff herzlich wenig. Weitere Spuren der Brasilianer/Portugiesen in Lagos sind das Water House an der Kakawa Street (ebenfalls im brasilianischen Barock) und die Kathedrale des Heiligen Kreuzes der Erzdiözese von Lagos, diese allerdings in Neugothik.

## Finanzwelt

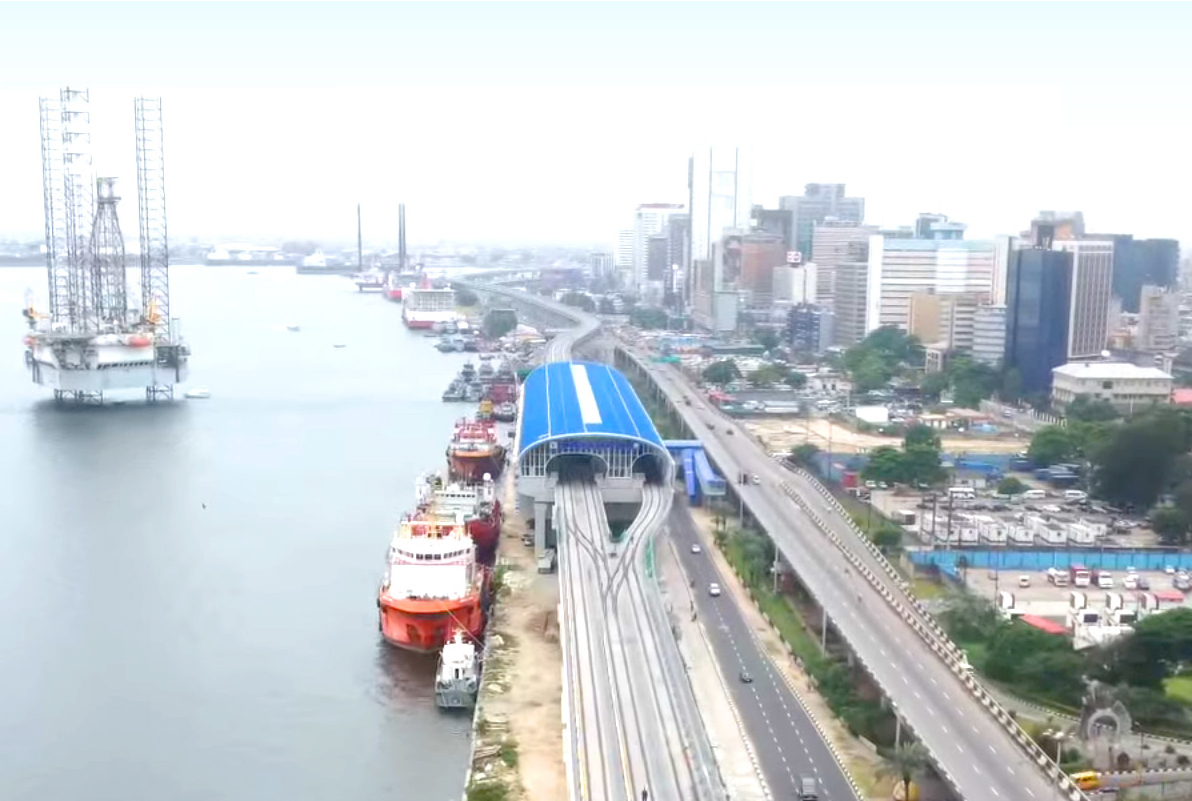
S-Bahnhof Marina, dahinter rechts Banken, Notenbank und Börse

Auf der Insel Lagos befinden sich das markante Gebäude der nigerianischen Notenbank und das Gebäude der Aktienbörse. Der Aktienhandel wird mittlerweile auch in Nigeria online erledigt, das Gebäude wird deswegen schrittweise anderen Nutzungen zugeführt; es bleiben auf der Insel jedoch sekundäre Gebäude mit Bezug auf den Aktienhandel wie die Zulassungsautorität für den Handel mit den Wertpapieren. Nahe dazu findet man die Zentralen der First Bank, der FCMB Bank, der Sterling Bank und einigen Finanzinstituten mehr.

## Knotenpunkt der S-Bahn
Der Bahnhof Marina auf Lagos Island ist der Endpunkt der „Blue Line“ der Lagos-S-Bahn, die 2023 fertiggestellt wurde und von der Insel aus nach Westen führt, sowie der „Red Line“ (nach Norden), die sich derzeit im Bau befindet, und der geplanten „Green Line“, die nach Osten zur Freihandelszone, zum Tiefseehafen und zur Ölraffinerie führen wird.

## Fährbetrieb

Fährterminal Five Cowries

Laut Einwohnerangaben kann die Anfahrt zur Arbeit mit dem Auto in Lagos sechs Mal so lang dauern wie mit der Fähre. Etwa zwei Millionen Fahrgäste verzeichnete die Fährbehörde pro Monat im Jahr 2021.
Das neue Five Cowries Terminal ist das zentrale Terminal für den Fährbetrieb in Lagos. Das Terminal liegt an der Lagune zwischen der Lagos-Insel und dem Victoria Island. Es verfügt über eine Anlegestelle, ein Restaurant, Fahrkartenschalter, Toiletten und Geldautomaten. Five Cowries ist sieben Tage in der Woche geöffnet, von 8.00 bis 17.00 Uhr. Die Bestimmungsorte der LASWA-Fähren sind Marina, Ikoyi, Victoria Island, Lekki, Apapa, Ikorodu und Badagry.